# ای‌ایچی کودو
ای‌ایچی کودو (به ژاپنی: 工藤 栄一 Kudō Eiichi); (۱۷ ژوئیهٔ ۱۹۲۹ – ۲۳ سپتامبر ۲۰۰۰) کارگردان فیلم اهل ژاپن بود. از فیلم‌های او می‌توان به ۱۳ آدمکش اشاره کرد.
ای‌ایچی کودو اولین کارگردانی خود را در سال ۱۹۵۹ انجام داد. او در دوران طلایی درام‌های تاریخی، درام‌های تاریخی را در شرکت توئی کارگردانی کرد. در سال ۱۹۶۳ میلادی او به عنوان کارگردان فیلم ۱۳ آدم‌کش (فیلم ۱۹۶۳) منصوب شد و استعداد خود را نشان داد و سپس به کار روی درام‌های دوره‌ای گروهی قتل‌عام (فیلم ۱۹۶۴) و یازده سامورایی ادامه داد. وقتی شرکت تویی در اواخر دهه ۱۹۶۰ تمرکز خود را به فیلم‌های یاکوزایی تغییر داد، او بسیاری از آن فیلم‌ها را نیز کارگردانی کرد. از دهه ۱۹۷۰ به بعد، او کارگردانی درام‌های تلویزیونی، از جمله مجموعه هیساتسو، را آغاز کرد. او سکاندار شاهکار «هیساتسو! ۳، سر یا دم!» است.

## مضون ترور در فیلم‌ها
پیشگامان فیلم‌های تروریستی در ژاپن، سه‌گانه‌ی شاهکارهای تاریخی به کارگردانی ای‌ایچی کودو پس از اعتراضات پیمان امنیتی زاپن-آمریکا ۱۹۶۰ بودند: ۱۳ آدم‌کش (فیلم ۱۹۶۳)، (۱۹۶۳)، قتل‌عام (فیلم ۱۹۶۴) و یازده سامورایی (۱۹۶۷).  فیلم ها سیاه و سفید هستند و یک سامورایی گمنام را به تصویر می‌کشند که مصمم است حاکم مستبدی را که با وحشت حکومت می‌کند، ترور کند. این سه فیلم توسط واتانابه تاتسوتو، یکی از اعضای بانک توکیو  که در دوران رکود اقتصادی شووا ورشکست شد و در آن زمان رئیس مورد اعتماد بخش برنامه‌ریزی استودیوی کیوتوی شرکت توئی بود، برنامه‌ریزی شده بود. واتانابه، ایده یک درام تاریخی درباره درگیری گروهی مبتنی بر تروریسم از سراسر جهان، گذشته و حال، را مطرح کرد و این ایده را با فیلمنامه‌نویس  کانه‌ئو ایکه‌گامی (که بعدها رمان‌نویس با نام مستعار شوایچیرو ایکه‌میا شد) در میان گذاشت.　این سه‌گانه به تدریج به زاویه دید تروریست‌ها تغییر می‌کند، دوربین عمدتاً روی دست است و نبردهای مرگبار را مانند یک فیلم خبری به تصویر می‌کشد، و گل و لای روی دوربین پاشیده می‌شود.  در پایان فیلم «قتل عام»، صدای معترضانی که توسط کودو ایچی در جریان اعتراضات سال ۱۹۶۰ علیه پیمان امنیتی ژاپن و آمریکا ضبط شده است، با صدای بلند پخش می‌شود. 
پایان هر سه فیلم شامل صحنه‌هایی از اجساد تلنبار شده در هوا در نتیجه سرنگونی یک چهره قدرتمند و لاپوشانی تروریسم توسط شوگون‌ها است که حسی از بیهودگی و پوچی تروریسم را همراه با تصاویری رؤیاگونه ایجاد می‌کند. این با فضای تیره و تار آن زمان پس از شکست پیمان امنیتی در سال ۱۹۶۰ و ترور اینجیرو آسانوما، رئیس حزب سوسیالیست ژاپن، سازگار بود.